# Per Åkermark
Peter (Per) Åkermark, född omkring 1730, död efter 1779, var en svensk fajansmålare.
Om Åkermarks utbildning finns inga kända data men man vet att han var verksam vid Mariebergs porslinsfabrik 1761–1769 och att han flyttade till porslinsfabriken i Stralsund, Pommern 1770. Han återkom till Sverige och anställdes som teknisk ledare vid en nystartad  fajansfabrik i Sölvesborg 1773. Produktionen bestod av kopior av föremål från Marieberg och Rörstrands porslinsfabrik men av en enklare kvalitet men har ändå en robust friskhet som inte är utan sin charm. Åkermark är representerad vid Nationalmuseum, Stockholm, med föremål från både Marieberg och Sölvesborg och vid Kulturhistoriska museet i Lund.